# 안동 권씨
안동 권씨(安東 權氏)는 경상북도 안동시를 본관으로 하는 한국의 성씨이다.

## 역사
안동 권씨(安東 權氏) 시조인 권행(權幸)은 신라 김알지의 후손이며 본래 성은 김씨(金氏)이다. 930년(고려 태조 13년) 고창군(高昌郡)에서 김선평(金宣平), 장길(張吉)과 함께 후백제군을 격파하고 고려 개국에 공을 세워 대상(大相)으로 임명되었다. 《고려사》에는 흔행(昕幸)으로도 기록되어 있다. 고려 태조는 그의 전공을 치하하며 "정세를 밝게 판단하고 권도를 잘 취하였다[能炳幾達權]"라며 권(權)씨 성을 사성하였다고 한다. 시조 권행의 묘소는 경상북도 안동시 서후면 성곡리 천등산 능골에 있다. 김선평(金宣平), 권행(權幸), 장길(張吉. 개명 장정필(張貞弼)) 세 사람은 고려 창업의 공으로 삼한벽상아부공신(三韓壁上亞父功臣) 삼중대광태사(三重大匡太師)를 제수받았으며 983년(성종 2) 이 세 명을 기리기 위해 현재의 안동시 북문동에 삼태사 묘(三太師 廟)가 세워졌다.
9세손 권중시(權仲時)의 아들 권수평(權守平)이 고려 고종 때 추밀원부사를 역임하였다. 권수평의 증손인 권부(權溥)가 영가부원군(永嘉府院君)에 봉해졌고, 그의 아들 5형제도 모두 군(君)에 봉해졌다.

## 족보
1476년(조선 성종 7년)에 간행된 안동 권씨 추밀공파 성화보가 현존하는 가장 오래된 족보이다. 《연려실기술》에는 문화 류씨의 가정보가 제일 오래된 족보라고 기록되어 있지만 현존하지 않는다. 성화보는 1476년(조선 성종 7년)에 제작한 목판본이며 서거정이 서문을 썼다.

## 본관
경상북도 중북부에 위치한 지명이다. 본래 고창녕국(古昌寧國)이었다. 신라의 고타야군(古陀耶郡)이 되었다가 757년(경덕왕 16)에 고창군(古昌郡)으로 고쳐졌다. 930년(고려 태조 13년) 권행(權幸)이 고려 태조를 도운 공으로 안동부(安東府)로 승격되었다. 980년(경종 5년) 영가군(永嘉郡)으로 개칭되었다. 1197년(명종 27) 안동도호부로 승격되었고, 1204년(신종 7) 안동대도호부로 승격되었다. 1308년(충렬왕 34) 복주목(福州牧)으로 개편되었다가 1361년(공민왕 10) 홍건적의 침입으로 피난 온 공민왕을 섬긴 공으로 다시 안동대도호부가 되었다.
조선왕조실록에 안동대도호부(安東大都護府)의 토성(土姓)으로 권(權)·김(金)·강(姜)·조(曺)·장(張)·고(高)·이(李) 7성이 기록되어 있다. 1896년 경상북도 안동군으로 개편되었고, 1963년 안동시로 승격되었다.
예천 권씨(醴泉 權氏)는 안동대도호부 예천군의 토성(土姓)인 흔(盺)씨였으며, 호장(戶長)을 세습하였다. 《고려사(高麗史)》에 백제의 장군 흔강(昕康), 929년(태조 12년) 원윤(元尹) 흔평(昕平), 930년(태조 13년) 흔행(昕幸), 936년(태조 19년) 흔악(昕岳) 등의 기록이 보이는데, 1198년(고려 신종 원년)에 신종(神宗)이 명종(明宗)의 구휘(舊諱)를 피하여 흔씨(昕氏)에게 권(權)으로 성(姓)을 고쳐 주었다고 한다.

## 분파
- 검교공파(檢校公派) : 고려 검교대장군을 지낸 권척을 파조로 한다.
- 광석공파(廣石公派) : 권대의를 파조로 한다.
- 군기감공파(軍器監公派) : 군기감을 지낸 권사발을 파조로 한다.
- 동정공파(同正公派) : 고려 호장동정을 지낸 권체달을 파조로 한다.
- 별장공파(別將公派) : 고려 별장을 지낸 권영정을 파조로 한다.
- 복야공파(僕射公派) : 고려 상서좌복야 상장군을 지낸 권수홍을 파조로 한다.
- 부정공파(副正公派) : 고려 식록부정을 지낸 권통의를 파조로 한다.
- 부호장공파(副戶長公派) : 고려 때 부호장을 지낸 권시중을 파조로 한다.
- 수중공파(守中公派)(종파) : 권수중을 파조로 한다.
- 시중공파(侍中公派) : 고려 시중을 지낸 권인가를 파조로 한다. 원래는 강릉 권씨였다.
- 좌윤공파(佐尹公派) : 고려 호장좌윤을 지낸 권지정을 파조로 한다.
- 중윤공파(中允公派) : 고려 호장중윤을 지낸 권숙원을 파조로 한다.
- 호장공파(戶長公派) : 고려 호장을 지낸 권추를 파조로 한다.
- 추밀공파(樞密公派) : 추밀원부사 권수평을 파조로 한다.
- 급사중공파(給事中公派) : 권형윤을 파조로 한다.

## 집성촌
- 경상북도 안동시 용상동, 안흥동, 서부동, 율세동, 신세동, 법상동, 노하동, 동부동
- 경상북도 안동시 와룡면 서지리, 중가리, 가야리, 주계리, 이하리, 이상리
- 경상북도 안동시 풍천면 갈전리, 가곡리, 구호리
- 경상북도 안동시 북후면 연곡리
- 경상북도 안동시 임하면 임하리
- 경상북도 안동시 남선면 신석리, 원림리
- 경상북도 안동시 풍산읍 노동리, 막곡리
- 경상북도 안동시 임동면 사월리
- 경상북도 안동시 서후면 명동리, 이재리
- 경상북도 안동시 일직면 국곡리, 광연리
- 경상북도 영양군 영양읍
- 경상북도 영양군 입암면 신사리
- 경상북도 영덕군 창수면 인량리
- 경상북도 영덕군 병곡면 송천리
- 경상북도 영덕군 영해면 괴시리
- 경상북도 영천시 화산면 가상리
- 경상북도 예천군 용궁면 향석리
- 경상북도 예천군 예천읍 왕신리
- 경상북도 예천군 지보면 수월리
- 경상북도 울진군 근남면 행곡리
- 경상북도 경주시 강동면 국당리
- 경상북도 경주시 문무대왕면 구길리
- 경상북도 경주시 안강읍 두류리
- 경상북도 경주시 내남면 망성리, 안심리
- 경상북도 경주시 율동
- 경상북도 경주시 평동
- 경상북도 의성군 점곡면 서변리
- 경상북도 의성군 옥산면 구성리, 입암리
- 경상북도 의성군 다인면 삼분리
- 경상북도 청송군 안덕면 장전리
- 경상북도 청송군 진보면 후평리, 이촌리, 진안리, 광덕리
- 경상북도 칠곡군 가산면 학산리
- 경상북도 칠곡군 석적읍 도개리
- 경상북도 고령군 성산면 기족리
- 경상북도 김천시 조마면 장암리
- 경상북도 문경시 산양면 일원
- 경상북도 문경시 영순면 사근리
- 경상북도 봉화군 봉화읍 유곡리
- 경상북도 봉화군 봉성면 원둔리
- 경상북도 상주시 공검면 양정리
- 경상북도 상주시 모서면 대포리
- 경상북도 구미시 도개면 신림리, 궁기리
- 경상북도 경산시 정평동
- 경상북도 성주군 용암면 본리리
- 경상남도 의령군 부림면 신반리
- 경상남도 합천군 쌍책면 다라리
- 경상남도 진주시 수정동
- 경상남도 마산시 진전면 오서리
- 강원특별자치도 강릉시 사천면 노동리
- 강원특별자치도 강릉시 왕산면 송현리
- 강원특별자치도 삼척시 하장면 일원
- 강원도 통천군 서면 송탄리
- 강원도 평강군
- 대전광역시 중구 정생동, 목달동, 무수동
- 세종특별자치시 전동면 노장리, 청송리
- 충청남도 서천군 화양면 남성리
- 충청북도 괴산군 괴산읍 정용리
- 충청북도 음성군 삼성면 용성리
- 충청북도 음성군 소이면 갑산리
- 충청북도 충주시 소태면 야동리, 복탄리
- 경기도 김포시 하성면 석탄리
- 경기도 양평군 양서면
- 경기도 양주시 덕계동 도둔이
- 경기도 연천군
- 경기도 용인시 처인구 남사면 아곡리
- 경기도 용인시 처인구 모현읍
- 경기도 이천시 설성면
- 경기도 파주시 적성면 가월리
- 경기도 포천시 소흘읍 고모리
- 전북특별자치도 고창군 성송면 학천리
- 전북특별자치도 김제시 죽산면 신흥리
- 전북특별자치도 무주군 무주읍 내도리
- 전북특별자치도 순창군 순창읍 가남리, 신남리
- 전북특별자치도 순창군 구림면 일원
- 전북특별자치도 순창군 적성면 일원
- 전북특별자치도 부안군 행안면 신기리
- 전북특별자치도 익산시 망성면 화산리
- 전북특별자치도 익산시 임상동
- 전북특별자치도 장수군 산서면 오산리
- 전북특별자치도 정읍시 옹동면 산성리
- 전북특별자치도 정읍시 영원면 은선리
- 전북특별자치도 정읍시 정우면 장순리
- 전북특별자치도 정읍시 태인면 매계리
- 전라남도 곡성군 고달면 고달리
- 전라남도 광양시 옥룡면 죽천리
- 전라남도 나주시 봉황면 욱곡리
- 전라남도 순천시 승주읍 봉덕리
- 전라남도 담양군 봉산면 기곡리
- 전라남도 담양군 용면 두장리
- 제주특별자치도 서귀포시 하효동
- 황해북도 봉산군 기산면 북천중
- 황해북도 서흥군 매양면 양사리
- 황해남도 신천군 궁흥면 성암리
- 황해남도 신천군 문무면 추령리
- 황해남도 신천군 용진면 삼봉리
- 함경남도 문천군 명귀면 장발리, 수치리

## 인구
- 2000년 629,291명
- 2015년 696,317명